# Tariat
Tariat (mong. Тариат сум) – jeden z 19 somonów ajmaku północnochangajskiego położony w jego północno-zachodniej części. Siedzibą administracyjną somonu jest Chorgo znajdujący się 633 km od stolicy kraju, Ułan Bator i 166 km od stolicy ajmaku, Cecerlegu. W 2010 roku somon liczył 4226 mieszkańców.

## Gospodarka
Występują tu bogate złoża rud żelaza i kamieni szlachetnych. Usługi: ośrodki turystyczne, szkoła, szpital, warsztaty, stacja benzynowa.

## Geografia

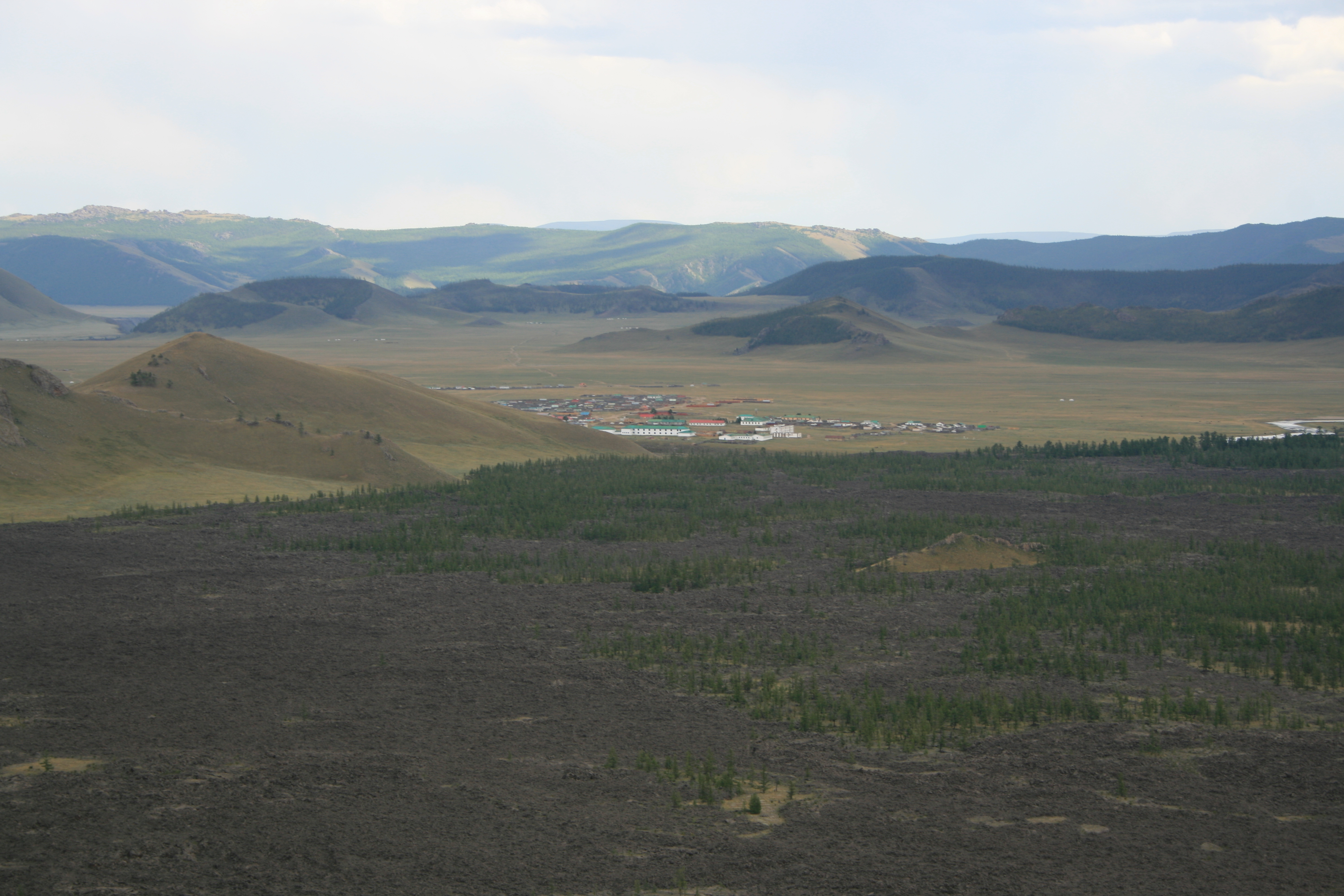
Krater Chorgo

Somon położony jest na brzegu jeziora Terchijn Cagaan nuur. W północnej części somonu dominują dochodzące do 3200 metrów grzbiety gór Tarwagtajn nuruu, a w południowo-wschodniej części doliny rzek Terchijn gol i Czuluut gol. W somonie znajduje się krater Chorgo.
Obszar znajduje się w strefie surowego klimatu kontynentalnego. Średnie temperatury stycznia wynoszą od -20 do -24, natomiast czerwca 12-16 °C. Średnia roczna suma opadów dla obszarów górskich to 400 mm, a dla dolin rzecznych 300 mm.
Znajduje się tu park narodowy Chorgo-Terchijn Cagaan nuur.

## Fauna
Na terenie somonu występują m.in. zające, lisy, wilk, dzikie owce i świstaki syberyjskie.

## Galeria

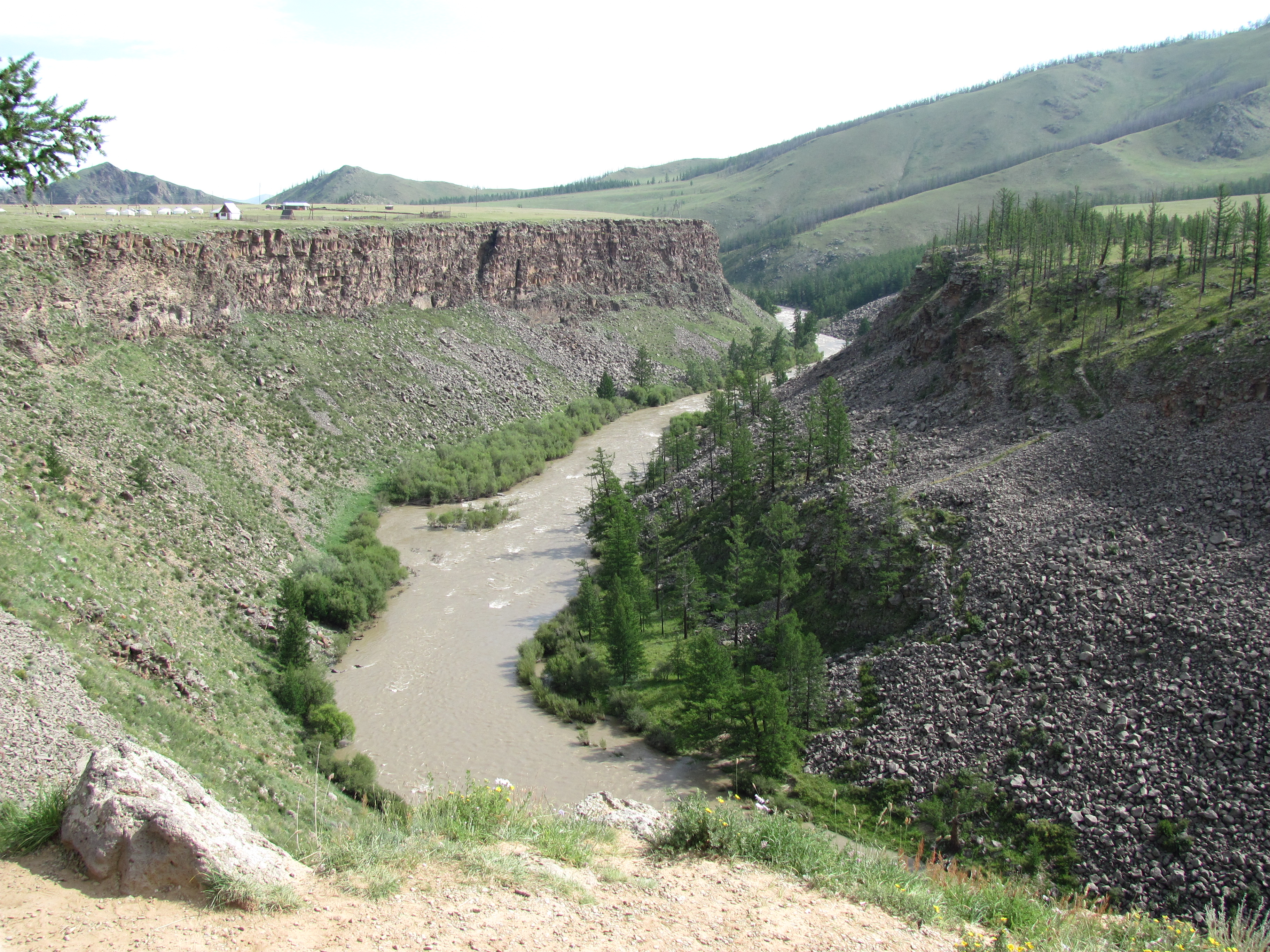
Wąwóz rzeki Czuluut gol
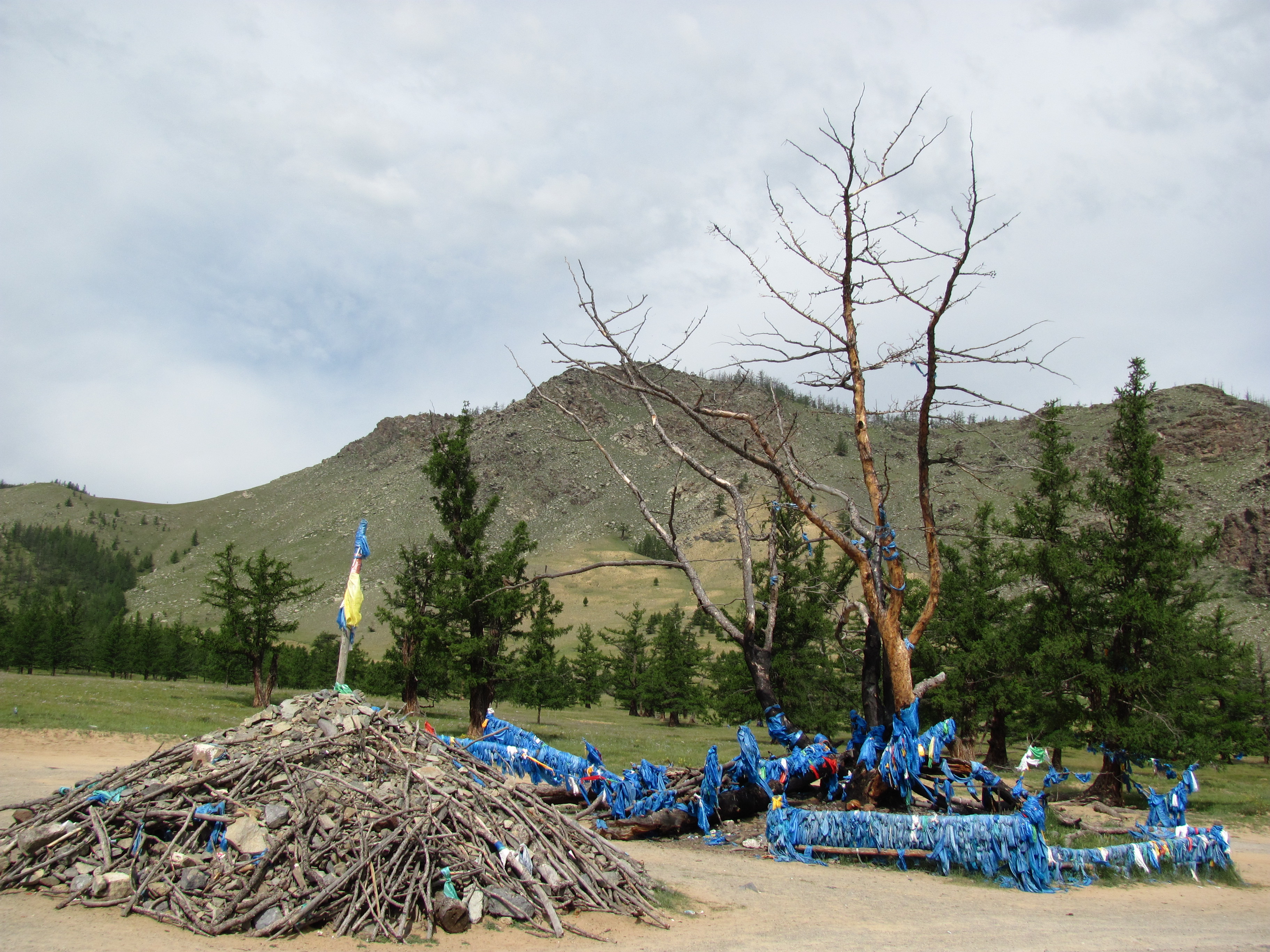
Stuletnie modrzewie
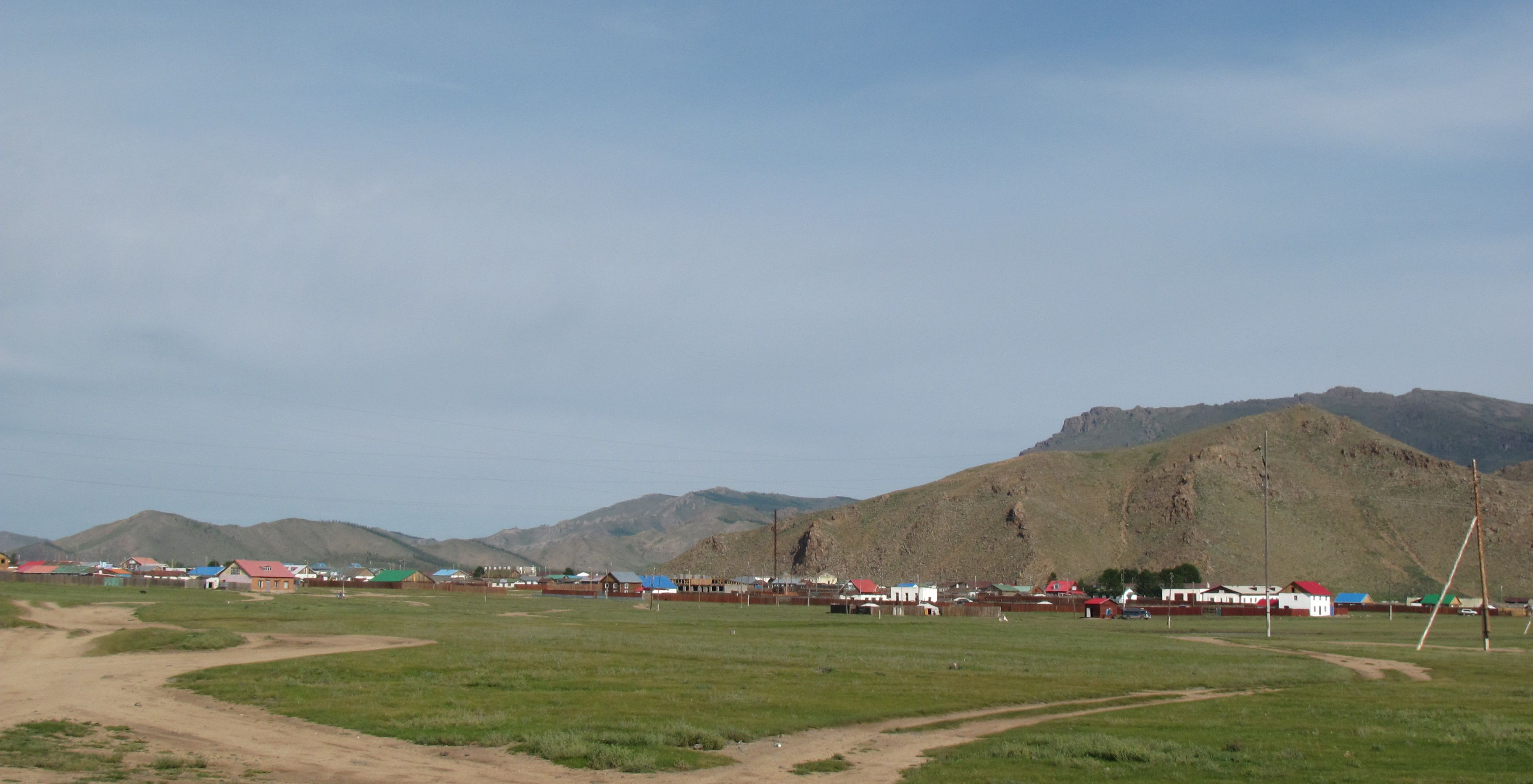
Miejscowość Tariat